# Список вулиць Донецька (Ч)
| Назва               | тип    | Колишні назви | Район(и)                  | Місцевість                                                 | Джерела |
| ------------------- | ------ | ------------- | ------------------------- | ---------------------------------------------------------- | ------- |
| Чаадаєва            | вул.   |               | Пролетарський             |                                                            |         |
| Чайкіної            | вул.   |               | Кіровський                |                                                            |         |
| Чайковського        | вул.   |               | Кіровський                | Абакумова                                                  |         |
| Чапаєва             | вул.   |               | Київський                 | Путилівка                                                  |         |
| Чаплигіна           | вул.   |               | Пролетарський             |                                                            |         |
| Часов-Ярська        | вул.   |               | Київський                 | 5-й участок                                                |         |
| Чебишева            | вул.   |               | Київський                 | Щегловка                                                   |         |
| Чекаліна            | вул.   |               | Кіровський                |                                                            |         |
| Чеканна             | вул.   |               | Київський                 |                                                            |         |
| Чекістів            | вул.   |               | Петровський               |                                                            |         |
| Челюскінців         | вул.   | 9-а лінія     | Київський, Ворошиловський | Центр, Критий ринок, Донбас Арена, Гладківка, Донецьк-Сіті |         |
| Челябінський        | пров.  |               | Ленінський                |                                                            |         |
| Чемпіонна           | вул.   |               | Ленінський                |                                                            |         |
| Червоноармійський   | пров.  |               | Петровський               | Трудівський                                                |         |
| Червонопартизанська | вул.   |               | Куйбишевський             |                                                            |         |
| Черемухова          | вул.   |               | Петровський               |                                                            |         |
| Черемхівська        | вул.   |               | Куйбишевський             | Лозівський                                                 |         |
| Черепанових         | вул.   |               | Київський                 | Іванівка                                                   |         |
| Черепніна           | просп. |               | Куйбишевський             |                                                            |         |
| Череповецька        | вул.   |               | Будьонівський             |                                                            |         |
| Черкасова           | вул.   |               | Каланінський              |                                                            |         |
| Черкаська           | вул.   |               | Будьонівський             |                                                            |         |
| Черкашиної          | вул.   |               | Ленінський                |                                                            |         |
| Чернігівська        | вул.   |               | Калінінський              |                                                            |         |
| Чернівецька         | вул.   |               | Кіровський                |                                                            |         |
| Чернова             | вул.   |               | Куйбишевський             |                                                            |         |
| Черноусова          | вул.   |               | Кіровський                |                                                            |         |
| Чернишевського      | пров.  |               | Петровський               |                                                            |         |
| Черняховського      | вул.   |               | Київський                 | 5-й участок                                                |         |
| Чехова              | вул.   |               | Петровський               | Трудівський                                                |         |
| Чехословацька       | вул.   |               | Куйбишевський             |                                                            |         |
| Чибісова            | вул.   |               | Петровський               |                                                            |         |
| Чигоріна            | вул.   |               | Пролетарський             |                                                            |         |
| Чижевського         | вул.   |               | Куйбишевський             |                                                            |         |
| Чикирисова          | вул.   |               | Ленінський                |                                                            |         |
| Чинарна             | вул.   |               | Пролетарський             |                                                            |         |
| Чистопольська       | вул.   |               | Кіровський                |                                                            |         |
| Чистякової          | вул.   |               | Лінінський                |                                                            |         |
| Читинська           | вул.   |               | Куйбишевський             | Азотний                                                    |         |
| Чечерина            | вул.   |               | Кіровський                |                                                            |         |
| Чкалова             | вул.   |               | Куйбишевський             |                                                            |         |
| Чорногірська        | вул.   |               | Петровський               | Трудівський                                                |         |
| Чорноземна          | вул.   |               | Кіровський                |                                                            |         |
| Чорноморська        | вул.   |               | Куйбишевський             |                                                            |         |
| Чубаря              | пров.  |               | Петровський               |                                                            |         |
| Чувашська           | вул.   |               | Куйбишевський             |                                                            |         |
| Чугаєва             | пров.  |               | Петровський               |                                                            |         |
| Чугуївська          | вул.   |               | Петровський               |                                                            |         |
| Чукотська           | вул.   |               | Куйбишевський             |                                                            |         |
| Чусовська           | вул.   |               | Петровський               |                                                            |         |